# ریموند میلتون
ریموند میلتون (انگلیسی: Raymond Milton; ۲۷ اوت ۱۹۱۲ – ۱۷ سپتامبر ۲۰۰۳) بازیکن هاکی روی یخ اهل کانادا بود.